# Sydney FC
A Sydney Football Club egy 2004-ben alapított ausztrál labdarúgócsapat, melynek székhelye Új-Dél-Wales államban, Sydney városában található. A klub hazai mérkőzéseit az Allianz Stadiumban játszotta, 2018-tól a Leichhardt Oval pályáján lépnek pályára. 

## Jelenlegi keret
2021. január 1-i állapotnak megfelelően.
| #  |     | Poszt | Név                  |
| -- | --- | ----- | -------------------- |
| 1  | AUS | K     | Andrew Redmayne      |
| 2  | AUS | V     | Patrick Flottmann    |
| 3  | AUS | V     | Ben Warland          |
| 4  | AUS | V     | Alex Wilkinson ()    |
| 5  | GER | KP    | Alexander Baumjohann |
| 6  | AUS | V     | Ryan McGowan         |
| 7  | AUS | V     | Michael Zullo        |
| 8  | AUS | KP    | Paulo Retre          |
| 9  | BRA | CS    | Bobô                 |
| 10 | SRB | KP    | Miloš Ninković       |
| 11 | NZL | CS    | Kosta Barbarouses    |
| 12 | AUS | CS    | Trent Buhagiar       |
| 16 | AUS | V     | Joel King            |

| #  |     | Poszt | Név                |
| -- | --- | ----- | ------------------ |
| 17 | AUS | KP    | Anthony Caceres    |
| 18 | AUS | CS    | Luke Ivanovic      |
| 19 | AUS | KP    | Chris Zuvela       |
| 20 | AUS | K     | Tom Heward-Belle   |
| 21 | AUS | V     | Harry Van Der Saag |
| 23 | AUS | V     | Rhyan Grant        |
| 26 | AUS | KP    | Luke Brattan       |
| 27 | AUS | CS    | Jordi Swibel       |
| 28 | AUS | KP    | Calem Nieuwenhof   |
| 30 | AUS | K     | Adam Pavlesic      |
|    | AUS | V     | Anton Mlinaric     |
|    | AUS | V     | Callum Talbot      |

## Sikerei

### Nemzeti szinten
- A-League: 4

2009–10, 2016–17, 2017–18, 2019–20
- A-League rájátszás: 5

2006, 2010, 2017, 2019, 2020
- Ausztrál kupa: 1

2017

### Nemzetközi szinten
- Óceániai bajnokok kupája: 1

2004-05

## Csapatkapitányok
| Név                  | Évek    |
| -------------------- | ------- |
| Mark Rudan           | 2005–07 |
| Tony Popovic         | 2007–08 |
| Steve Corica         | 2008–10 |
| Terry McFlynn        | 2010–13 |
| Alessandro Del Piero | 2013–14 |
| Alex Brosque         | 2014–19 |
| Alex Wilkinson       | 2019–   |